# Нагрудный знак отличия

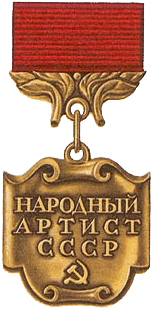
Знак отличия «Народный артист СССР»

Нагру́дный зна́к отли́чия — в СССР и Российской Федерации, одна из форм поощрения (награждения) людей, способствующих своей деятельностью укреплению научной, хозяйственной и оборонной мощи государства.
Знаки отличия нагрудные следует отличать от Значков нагрудных.

## История

### СССР
В СССР учреждались и присваивались Президиумом Верховного Совета СССР по представлению Совета Министров СССР или, в соответствии с Положением о Знаки отличия нагрудные, приказом соответствующего министерства или ведомства.
В СССР были установлены почётные знаки лауреата Сталинской, Ленинской и Государственной премий СССР, вручаемые лицам, получившим соответствующие премии (см. Государственные премии СССР, Ленинские премии), а также профессиональные почётные знаки.

### Россия
Присваиваются Президентом Российской Федерации или, в соответствии с Положением о Знаки отличия нагрудные, приказом соответствующего министерства или ведомства.
В Положении о соответствующем «Знаке отличия нагрудном» указываются показатели, за достижение которых награждаются этим знаком.
В Российской Федерации установлены почётные знаки лауреата Государственной премии Российской Федерации, вручаемые лицам, получившим соответствующие премии (см. Государственные премии Российской Федерации), а также профессиональные почётные знаки.
Субъекты Федерации могут устанавливать свои Нагрудные знаки отличия, такие как, например, Знак отличия «За безупречную службу городу Москве».